# 登金布
登金布（1926年1月22日—1992年4月5日），加拿大卑詩省政治人物，卑詩社會信用黨籍。1956至1972年任卑詩省省議會議員，代表高莫斯選區。曾任卑詩省市政事務廳長、社會福利廳長。1992年逝世，享壽66歲。